# Тома, Жером
Жеро́м Тома́ (фр. Jérôme Thomas, 20 января 1979, Сен-Кантен, Эна, Франция) — французский боксёр-любитель, чемпион мира среди любителей 2001 года, серебряный призёр Олимпийских игр 2004 года и чемпионата мира 2003 года, бронзовый призёр Олимпийских игр 2000 года и чемпионата Европы 2002 и 2006 годов.
Единственный французский боксёр, выигравший медаль на Олимпийских играх 2004 года в Афинах.